# Hell Money (The X-Files)
«Hell Money» es el decimonoveno episodio de la tercera temporada de la serie de televisión de ciencia ficción The X-Files y el episodio 68 en general. Se estrenó en la cadena Fox en Estados Unidos el 29 de marzo de 1996. Fue escrito por Jeffrey Vlaming y dirigido por Tucker Gates. El episodio es una historia del «monstruo de la semana», desconectada de la mitología más amplia de la serie. «Hell Money» obtuvo una calificación Nielsen de 9,9, siendo visto por 14,86 millones de personas en su transmisión inicial. El episodio recibió críticas en su mayoría mixtas a positivas de los críticos de televisión.
El programa se centra en los agentes especiales del FBI Fox Mulder (David Duchovny) y Dana Scully (Gillian Anderson) que trabajan en casos relacionados con lo paranormal, llamados expedientes X. En este episodio, Mulder y Scully investigan un asesinato en el barrio chino de San Francisco que involucra a intrusos enmascarados, extraños símbolos chinos, una lotería y la venta clandestina de partes del cuerpo.
La premisa del episodio se basó en tres ideas principales: un esquema piramidal que involucra partes del cuerpo, una lotería en un pequeño pueblo y los seres corporativos que reúnen a los indigentes en Chinatown. El escritor del episodio, Vlaming, desarrolló las dos últimas ideas y el creador de la serie, Chris Carter, fusionó las tres ideas en el guion final. El episodio contenía varias tomas de efectos especiales elaborados, sobre todo la escena en la que una rana sale del pecho de la víctima, que se creó mediante el uso de moldes para crear un torso humano falso que luego se colocó sobre un actor.

## Argumento
En el barrio chino de San Francisco, un inmigrante chino, Johnny Lo, se dirige a su apartamento. Allí, se enfrenta a alguien que le dice que «pague el precio», y es superado por tres figuras con máscaras shigong. Más tarde, un guardia de seguridad encuentra las tres figuras cerca de un horno crematorio, en el que lo están quemando vivo.
Fox Mulder (David Duchovny) y Dana Scully (Gillian Anderson) investigan la muerte de Lo, la última de una serie de incineraciones fatales en Chinatown; Mulder cree que la actividad fantasma está detrás de las muertes, mientras que Scully sospecha de una secta. Los agentes colaboran con Glen Chao (BD Wong), un detective chino-estadounidense del Departamento de Policía de San Francisco. Cuando encuentran un carácter chino escrito dentro del horno, Chao lo traduce como «fantasma». Mulder también encuentra un trozo de papel quemado en las cenizas, que Chao identifica como «dinero del infierno», una ofrenda simbólica a los espíritus fallecidos. Los agentes localizan el apartamento de Lo, donde encuentran su colección de amuletos, así como manchas de sangre debajo de la alfombra recién instalada.
Mientras tanto, otro inmigrante, Hsin, atiende a su hija enferma de leucemia, Kim (Lucy Liu). Para pagar sus tratamientos, Hsin asiste a una lotería clandestina en la que los participantes ganan dinero o pierden un órgano, según los azulejos elegidos al azar de un par de jarrones. Un hombre gana la lotería pero elige una ficha mala y su cuerpo es encontrado más tarde ese día. Scully realiza una autopsia y descubre que había estado vendiendo partes del cuerpo, notando sus numerosas cicatrices quirúrgicas. Los agentes interrogan a Chao, quien asegura que la comunidad local mantiene un código de silencio y no revela nada, ni siquiera a él.
Chao encuentra información que los lleva a Hsin, quien instaló la alfombra en el apartamento de Lo. Hsin tiene un vendaje sobre el ojo, después de haberlo perdido en la lotería antes. Al regresar a su casa, Chao se enfrenta a las tres figuras enmascaradas. Al enterarse del ataque, los agentes intentan visitar a Chao en el hospital pero lo encuentran desaparecido. Mientras tanto, Hsin recibe la visita del Hombre de Cara Dura (James Hong), uno de los propietarios de la lotería. Hsin le dice al hombre que quiere terminar con su participación, a lo que el hombre responde que las reglas no se pueden romper y le advierte que el fuego fantasmal lo consumirá si abandona la lotería. Los agentes hacen coincidir la sangre en la alfombra en el apartamento de Lo con Chao. Intentan visitar a Hsin, pero solo encuentran a su hija en su apartamento.
Hsin gana la lotería, pero elige la ficha que representa su corazón. Chao entra y trata de persuadir a uno de los organizadores del juego para que deje vivir a Hsin, pero sin éxito, lo que hace que Chao derribe la mesa con los jarrones, lo que revela que la lotería está arreglada. Luego, Chao irrumpe en la habitación donde está a punto de llevarse a cabo la cirugía en Hsin y dispara al Hombre de Cara Dura, después de lo cual los agentes entran y los arrestan a todos, incluido Chao por su participación en la lotería. Interrogan al Hombre de Cara Dura, pero debido a que ninguno de los que participó testificará en su contra, es poco probable que sea procesado. Hsin es llevado al hospital y su hija es incluida en una lista de donantes de órganos. Chao desaparece misteriosamente, despertando en un horno crematorio antes de ser quemado vivo.

## Producción

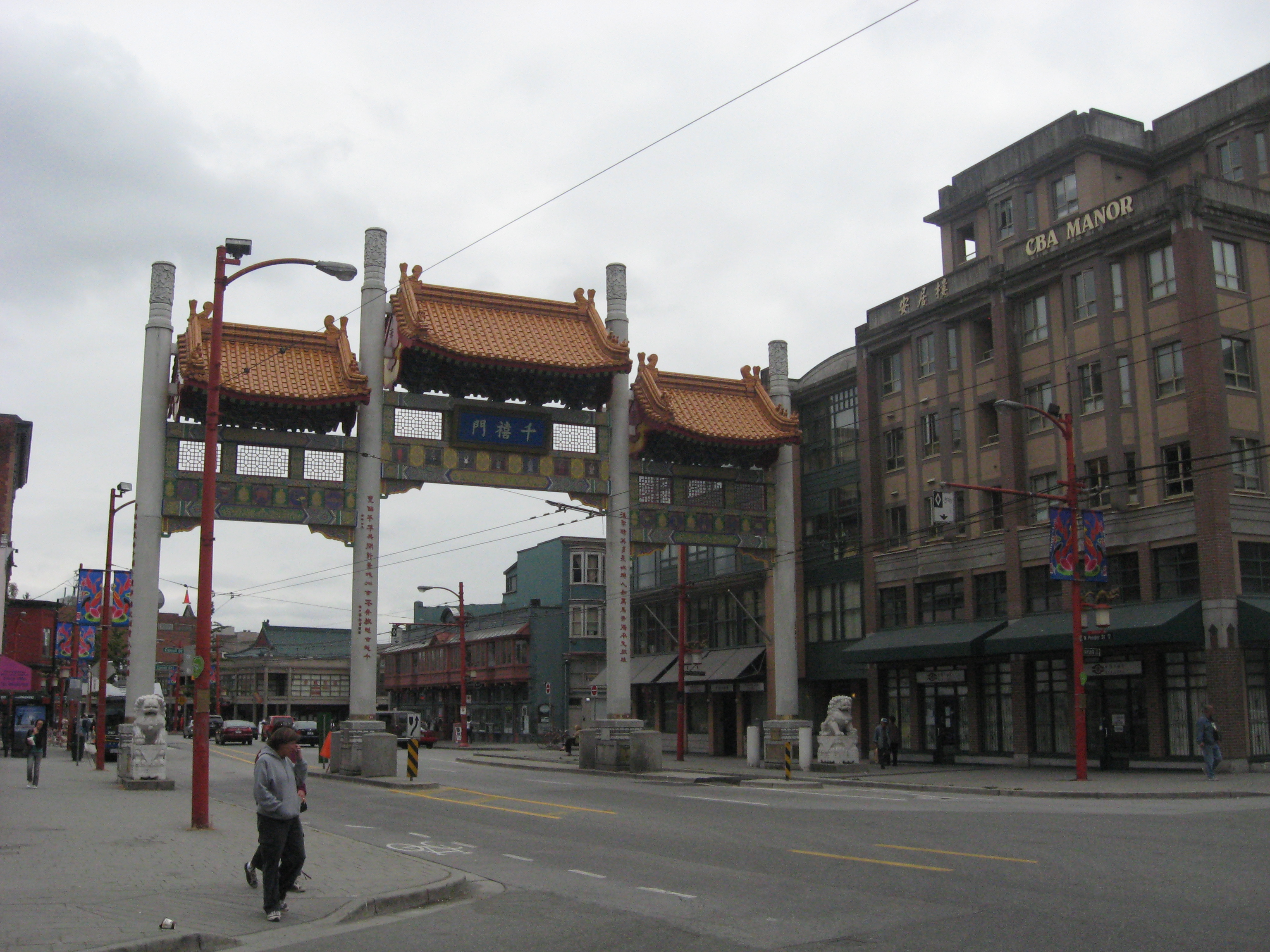
Las tomas exteriores del episodio se filmaron en Chinatown, en Vancouver.

### Escritura
«Hell Money» fue escrito por Jeff Vlaming, su último guion para la serie. El episodio fue dirigido por Tucker Gates, lo que lo convirtió en el primero de los dos únicos episodios de The X-Files, el otro es la entrada de la cuarta temporada del programa «El Mundo Gira», que él dirigió. El episodio presenta a Lucy Liu antes de la fama en un papel de estrella invitada. Más tarde, Liu ganaría prominencia como miembro del elenco del programa Ally McBeal en 1998.
La premisa del episodio se desarrolló a partir de una idea que tenía el creador de la serie Chris Carter sobre un «esquema piramidal para las partes del cuerpo». El escritor Jeff Vlaming tomó este concepto y lo combinó con otras dos ideas: la primera involucraba «una lotería en una pequeña ciudad» y la otra se refería a una entidad corporativa que controlaba a los pobres en Chinatown. Cuando se envió el guion inicial de «Hell Money», Carter simplificó las tres historias en una. Entertainment Weekly señaló más tarde que «la retorcida y grotesca historia de esta historia te hace pensar que debe estar basada en una historia real», pero, según Carter, la historia era completamente original. Vlaming había esperado originalmente que el episodio terminara con Scully en lo correcto, algo raro en el programa. Al final, sin embargo, Mulder vuelve a ser reivindicado.

### Rodaje
Las escenas exteriores del episodio se filmaron en Chinatown, Vancouver, mientras que las escenas que tenían lugar en un crematorio se filmaron en un estudio de sonido. Las tomas del interior de la sala de juego se realizaron en el Welsh Irish Scottish English (W.I.S.E.) Hall, un edificio comunitario en Vancouver. El personal de producción creó un segundo balcón en la sala exclusivamente para el episodio, con el acuerdo de derribarlo una vez que se filmó el episodio. Sin embargo, después de que terminó el rodaje, los propietarios de W.I.S.E. solicitaron que el balcón se dejara en su lugar «por razones estéticas». El jarrón y los azulejos utilizados en el episodio fueron creados por el departamento de producción del programa. La escena en la que una rana sale del pecho de una víctima se creó utilizando un actor en vivo que finge ser un cadáver, cubierto con un torso falso. Para una toma de primer plano, el torso en sí, que tenía un orificio de acceso discreto, se colocó sobre la mesa de autopsia, y se empujó una rana real a través de la ranura. Después de terminar la filmación, se pidió a los actores Michael Yama y Lucy Liu que volvieran a grabar su diálogo, esta vez afectando el acento cantonés. Luego, sus líneas se agregaron sobre el metraje original en posproducción.

## Recepción
«Hell Money» se estrenó en la cadena Fox en los Estados Unidos el 29 de marzo de 1996. Este episodio obtuvo una calificación Nielsen de 9,9, con una participación de 17, lo que significa que aproximadamente el 9,9 por ciento de todos los hogares equipados con televisión, y el 17 por ciento de los hogares que ven televisión, sintonizaron el episodio. Esto totalizó 14,86 millones de espectadores.
El episodio recibió críticas mixtas a positivas de los críticos, que van desde en gran parte positivas a negativas. Entertainment Weekly le dio al episodio una A–, llamándolo «magníficamente filmado», citando las «secuencias de juego exuberantes y llenas de humo» en particular. Television Without Pity clasificó a «Hell Money» como el undécimo episodio del programa con más pesadillas y señaló: «Si hay algo con lo que no quieres meterte, es con la mafia china. Especialmente la rama que se viste como Slipknot y te quema vivo, si tienes suerte, o te obliga a participar en una rifa encantada de sustracción de órganos solo para descuartizarte lentamente y vender tus órganos vitales en el mercado negro, te guste o no». Robert Shearman y Lars Pearson, en su libro Wanting to Believe: A Critical Guide to The X-Files, Millennium & The Lone Gunmen, calificaron el episodio con cuatro estrellas de cinco y lo calificaron de «episodio difícil de amar [pero] sincero y decidido». Los dos elogiaron la presunción del episodio, argumentando que al presentar la situación desde los inmigrantes chinos (miembros de una cultura extranjera) y el punto de vista de Chao, «Mulder y Scully parecen torpes y arrogantes. Y por implicación, la audiencia está obligada a sentirse igual de arrogante».
Otras críticas fueron más variadas. John Keegan de Critical Myth dio el episodio 5/10, y señaló: «En general, este episodio intentó hacer que un caso de asesinato mundano fuera interesante al obligar a los agentes a interactuar con una cultura “alienígena”. Desafortunadamente, la estructura del episodio dio a la audiencia respuestas mucho antes de que los agentes los descubrieran, convirtiendo la mayor parte del episodio en un ejercicio. Al no llevar el tema lo suficientemente lejos o profundizar el misterio, los escritores finalmente no logran alcanzar sus objetivos». La revisora Emily VanDerWerff de The A.V. Club le dio a la entrada una C+ y escribió que el episodio «también fue bastante audaz para su época, proporcionando una trama secundaria completa que se cuenta principalmente a través de subtítulos [pero] se siente como una serie de choques que se unen a lo largo de una historia bastante estándar». En última instancia, VanDerWerff concluyó que «el mayor problema con “Hell Money” es que se siente, a veces, como un piloto de puerta trasera para una nueva serie protagonizada por BD Wong como el detective corrupto Glen Chao». Paula Vitaris de Cinefantastique le dio al episodio una crítica mixta y le otorgó dos estrellas de cuatro. Criticó el hecho de que el episodio carecía de misterio paranormal y señaló que el tema del episodio «encajaría muy bien en cualquier otro drama policial». Vitaris describió a los «tres actores con trajes negros y máscaras de fantasmas» como «no muy convincentes».
El coproductor Paul Rabwin no era fanático de «Hell Money»: creía que la premisa no era realmente un archivo X debido al hecho de que no sucedió nada paranormal durante el episodio. Afirmó que si Mulder y Scully fueran eliminados de la historia, no habría cambiado nada y que los dos no se vieron afectados personalmente por el caso.